# Bernstein (Austria)
Bernstein (informalmente anche Bernstein im Burgenland; in ungherese Borostyánkő) è un comune austriaco di 2 196 abitanti nel distretto di Oberwart, in Burgenland; ha lo status di comune mercato (Marktgemeinde). Nel 1970 ha inglobato i comuni soppressi di Dreihütten, Redlschlag, Rettenbach e Stuben.

## Monumenti e luoghi d'interesse
- Castello di Bernstein